# LOL 2.0
Pour les articles homonymes, voir Lol (homonymie).
Série
LOL
(2009)
Pour plus de détails, voir Fiche technique et Distribution.
LOL 2.0 est un film français réalisé par Lisa Azuelos et dont la sortie est prévue en 2026. Il s'agit de la suite de LOL, de la même réalisatrice, sorti en 2009.

## Synopsis
Désormais âgée de 55 ans, Anne profite enfin de sa vie de femme célibataire, après le départ de ses enfants de la maison. Mais sa tranquillité va être de courte durée. L'une de ses filles, Louise — âgée de 23 ans — revient à la maison après une peine de cœur et un échec professionnel. Pour couronner le tout, Anne apprend qu'elle va devenir grand-mère : son fils Théo va en effet avoir un enfant.

## Fiche technique
Sauf indication contraire, les informations mentionnées dans cette section peuvent être confirmées par les bases de données cinématographiques IMDb et Allociné,  présentes dans la section « Liens externes ».
- Titre original : LOL 2.0
- Réalisation : Lisa Azuelos
- Scénario : Lisa Azuelos et Frédéric Da
- Photographie : Gilles Porte
- Production : Olivier Delbosc, Lisa Azuelos et Ilan Alessandrin

Producteur exécutif : Cyrille Bragnier
- Sociétés de production : Curiosa Films et Love is in the Air
- Sociétés de distribution : Apollo Films (France), Ginger & Fed (international)
- Budget : N/A
- Pays de production :  France
- Langue originale : français
- Format : couleur
- Genre : comédie romantique
- Dates de sortie[2] :
  - France : 11 février 2026 Date sujette à modification

## Distribution
- Sophie Marceau : Anne, la mère de Louise
- Thaïs Alessandrin : Louise
- Françoise Fabian : la mère d'Anne et grand mère de Louise
- Vincent Elbaz
- Victor Belmondo
- Alexandre Astier : Alain, le père de Lola
- Jérémy Kapone : Maël
- Tom Invernizzi : Theo
- Paola Locatelli
- Lou Lesage : Stéphane
- Félix Moati : Arthur

## Production

### Genèse et développement
En juin 2024, Lisa Azuelos révèle dans un podcast de Jérémy Kapone qu'une suite de LOL est en développement : « Je l'ai écrit. Je l'ai proposé à Sophie Marceau. Elle a dit oui. [...] Je pense que beaucoup de gens attendent, car il y a beaucoup de gens qui m'en parlent. » La réalisatrice-scénariste précise que Jérémy Kapone sera présent dans le long métrage, contrairement à Christa Théret qui ne reprendra pas son rôle de Lola : « Elle a préféré ne pas donner suite pour faire la suite. Il y aura les deux autres enfants qui étaient petits. (...) L'idée, c'est que votre génération, elle a envie de vivre 1 000 vies, et elle a envie d'en foirer aucune. Tant qu'on a peur, il ne va rien se passer de bien,. »
Le scénario est coécrit par la réalisatrice, aidée de Frédéric Da.

### Attribution des rôles
Dès l'annonce du projet, il est précisé que Christa Théret ne sera pas présente. Le rôle principal est à nouveau tenu par Sophie Marceau. Thaïs Alessandrin (fille de la réalisatrice) est également de retour, comme Alexandre Astier et Françoise Fabian,.

### Tournage
Le tournage débute le 26 mai 2025 et se déroule jusqu'en juillet. Les prises de vues se déroulent à Paris, notamment dans le 18e arrondissement de Paris,,.